# Черен скорец
Черниият или едноцветният скорец (Sturnus unicolor) е пойна птица от семейство Скорецови.

## Физически характеристики
Дължината на тялото на черния скорец е 19-22 см. На цвят той е черен. Външно черният скорец прилича на обикновения, поради което някои орнитолози класифицират двата вида като един.

## Разпространение
Черният скорец е разпространен в Югозападна Европа, предимно на Пиренейския полуостров и на островите Сицилия, Сардиния и Корсика. Разпространен е и по атлантическото и средиземноморско крайбрежие на Северозападна Африка - в Алжир, Тунис и Мароко. Отделни птици се срещат и в Гърция, Либия, на Малта, Мадейра и Канарските острови. Най-голяма е плътността му в Испания, Португалия и северно Мароко.

## Начин на живот и хранене
Гнезди на колонии.